# World Series of Poker Europe 2009
Die World Series of Poker Europe 2009 war die dritte Austragung der World Series of Poker in Europa. Sie fand vom 17. September bis 1. Oktober 2009 erneut im Empire Casino am Leicester Square in London statt.

## Turniere

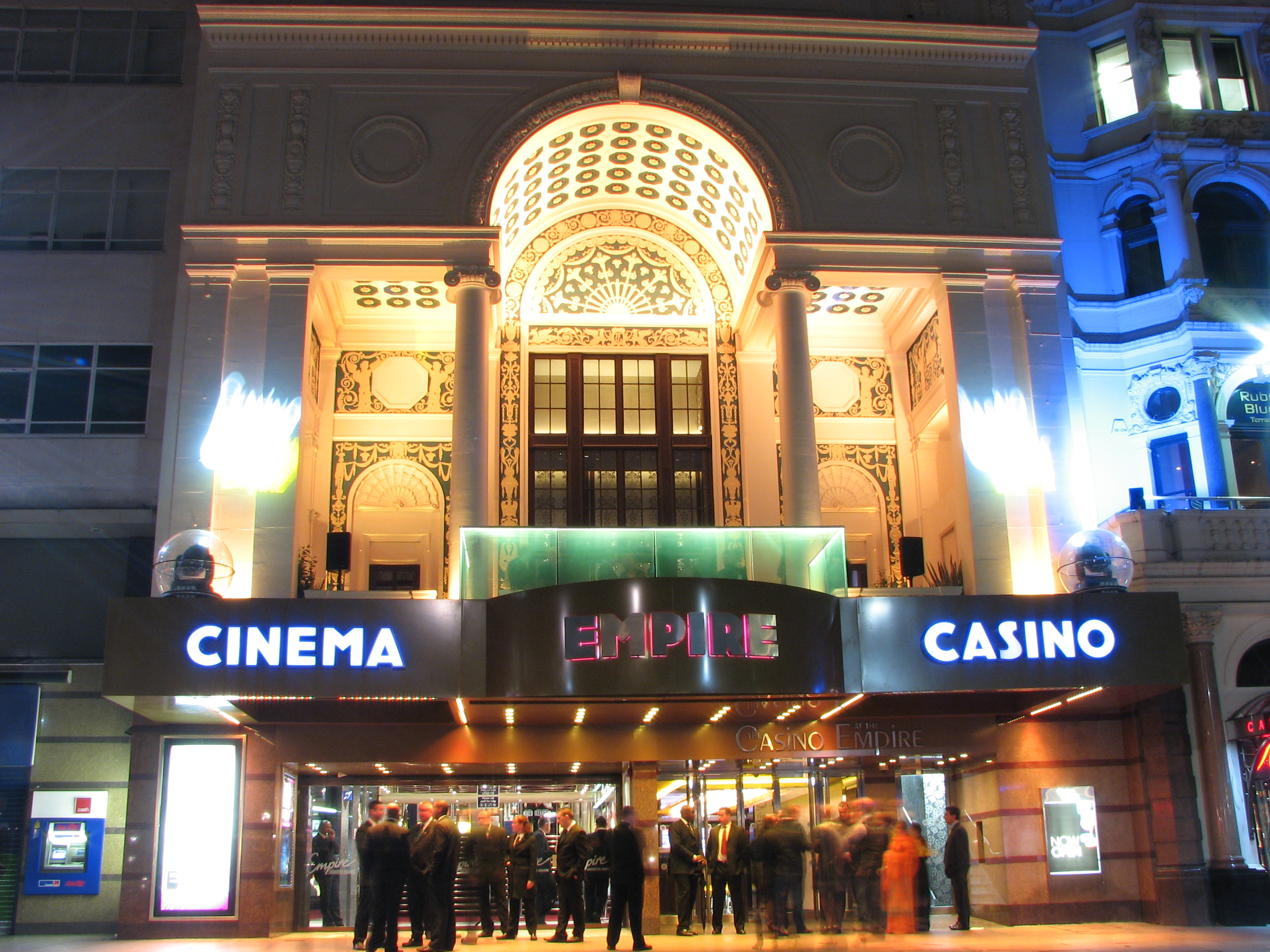
Alle Turniere wurden im Empire Casino ausgetragen

### Struktur
Es standen vier Pokerturniere auf dem Turnierplan, wovon zwei in der Variante No-Limit Hold’em, eines in Pot Limit Omaha sowie eines mit einem Mix aus Omaha und Texas Hold’em gespielt wurden. Der Buy-in lag zwischen 1000 und 10.000 Pfund Sterling. Für einen Turniersieg bekamen die Spieler neben dem Preisgeld ein Bracelet.

### Turnierplan
Im Falle eines mehrfachen Braceletgewinners gibt die Zahl hinter dem Spielernamen an, das wievielte Bracelet in diesem Turnier gewonnen wurde.
| # | Buy-in (in £) | Turnier                                       | Turnierbeginn | Teilnehmer | Sieger            | Herkunft               | Preisgeld (in £) |
| - | ------------- | --------------------------------------------- | ------------- | ---------- | ----------------- | ---------------------- | ---------------- |
| 1 | 01.000        | No-Limit Hold’em                              | 18. Sep. 2009 | 608        | J. P. Kelly (2)   | Vereinigtes Konigreich | 136.803          |
| 2 | 02.500        | Pot Limit Hold’em/Pot-Limit Omaha             | 21. Sep. 2009 | 158        | Erik Cajelais     | Kanada                 | 104.677          |
| 3 | 05.000        | Pot Limit Omaha                               | 23. Sep. 2009 | 154        | Jani Vilmunen     | Finnland               | 204.048          |
| 4 | 10.000        | WSOP Europe Main Event No-Limit Texas Hold’em | 26. Sep. 2009 | 334        | Barry Shulman (2) | Vereinigte Staaten     | 801.603          |

### Main Event

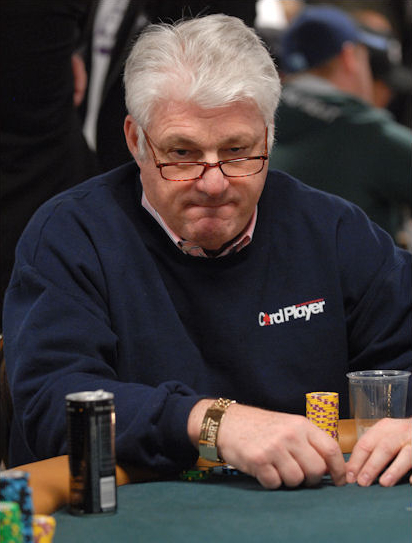
Barry Shulman (2008)

Das Main Event wurde vom 26. September bis 1. Oktober 2009 gespielt. Die finale Hand gewann Shulman mit 10♠ 10♣ gegen Negreanus 4♠ 4♦.
| Platz | Herkunft               | Spieler            | Preisgeld (in £) |
| ----- | ---------------------- | ------------------ | ---------------- |
| 1     | Vereinigte Staaten     | Barry Shulman      | 801.603          |
| 2     | Kanada                 | Daniel Negreanu    | 495.589          |
| 3     | Vereinigtes Konigreich | Praz Bansi         | 360.887          |
| 4     | Vereinigte Staaten     | Jason Mercier      | 267.267          |
| 5     | Finnland               | Markus Ristola     | 200.367          |
| 6     | Schweden               | Chris Björin       | 150.267          |
| 7     | Frankreich             | Antoine Saout      | 114.228          |
| 8     | Vereinigte Staaten     | Matthew Hawrilenko | 087.074          |
| 9     | Vereinigtes Konigreich | James Akenhead     | 066.533          |

## Player of the Year

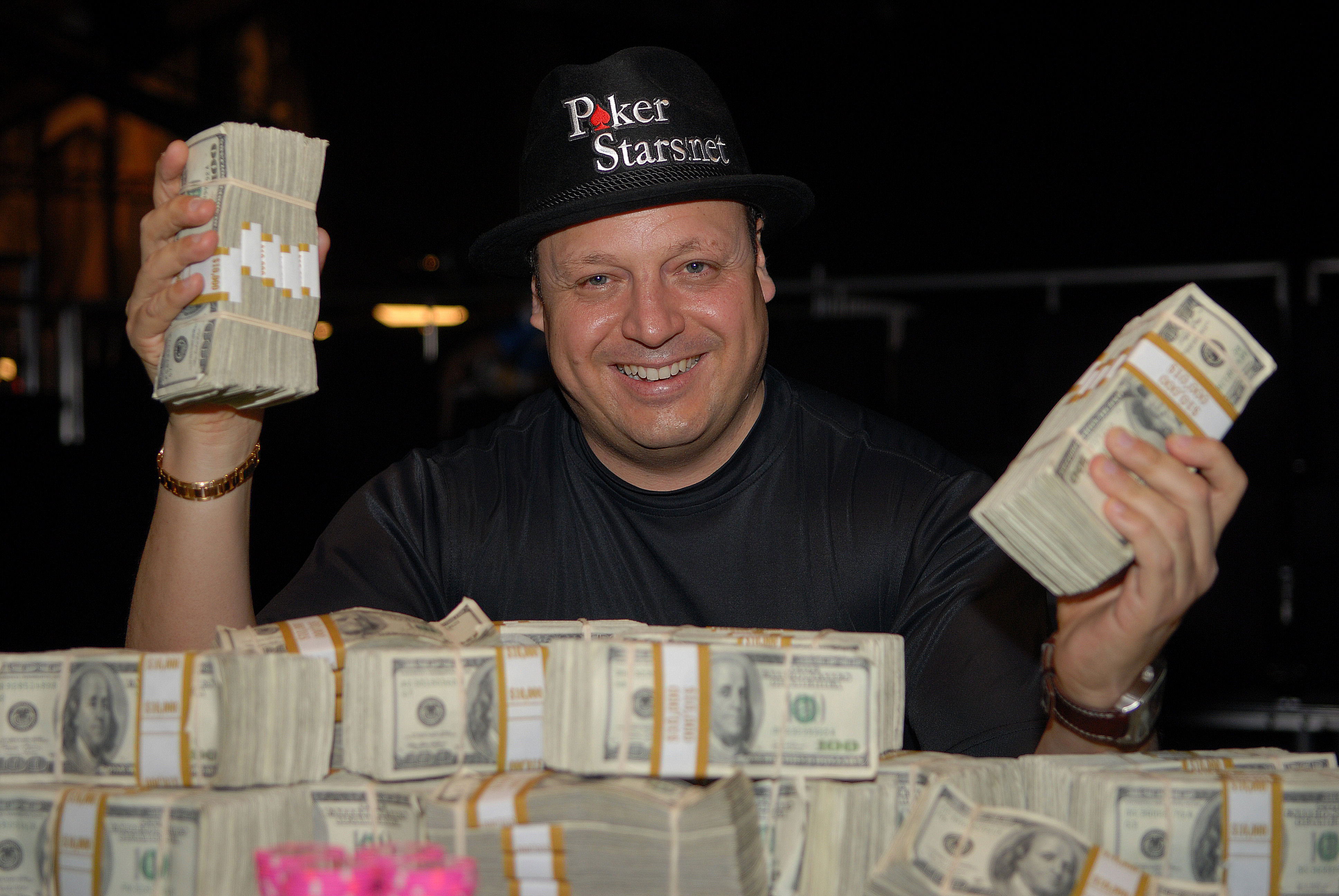
Jeff Lisandro (2007)

Die Auszeichnung als Player of the Year erhielt der Spieler, der über alle Turniere hinweg die meisten Punkte sammelte. Das Ranking beinhaltete auch die Turniere der Hauptturnierserie, die vom 26. Mai bis 15. Juli 2009 in Las Vegas ausgespielt wurde. Sieger Jeff Lisandro gewann drei Bracelets und platzierte sich insgesamt sechsmal in den Geldrängen.
| Platz | Herkunft               | Spieler         | Punkte |
| ----- | ---------------------- | --------------- | ------ |
| 1     | Australien             | Jeff Lisandro   | 355    |
| 2     | Finnland               | Ville Wahlbeck  | 320    |
| 3     | Vereinigte Staaten     | Phil Ivey       | 282    |
| 4     | Russland               | Witali Lunkin   | 245    |
| 5     | Kanada                 | Greg Müller     | 240    |
| 6     | Vereinigte Staaten     | Brock Parker    | 227    |
| 7     | Vereinigte Staaten     | Matt Hawrilenko | 205    |
| 8     | Kanada                 | Daniel Negreanu | 195    |
| 9     | Vereinigtes Konigreich | Roland De Wolfe | 195    |
| 10    | Vereinigte Staaten     | John Juanda     | 190    |